# Disa dracomontana
Disa dracomontana är en orkidéart som beskrevs av Edmund André Charles Lois Eloi `Ted' Schelpe och Hans Peter Linder. Disa dracomontana ingår i släktet Disa och familjen orkidéer. Inga underarter finns listade i Catalogue of Life.